# Claude Tillier
Claude Tillier (11 de abril de 1801 - 12 de outubro de 1844), foi um romancista francês. Entre seus contos mais populares está Meu Tio Benjamim  lançado no Brasil pela BUP (Biblioteca Universal Popular).